# Tomislav Ivković
Tomislav Ivković (11 de agosto de 1960), exfutbolista y entrenador croata. Jugó de portero y su primer equipo fue el Dinamo Zagreb. Fue portero titular en la Copa Mundial de Fútbol de Italia 1990 con la selección de Yugoslavia en donde su equipo fue eliminado en cuartos de final ante Argentina. Ivkovic adquirió fama al detener un tiro penal de Diego Armando Maradona.
Actualmente es entrenador del Inter Zaprešić de Croacia.
- Datos: Q532864